# Cerco de Apameia
O Cerco de Apameia foi um cerco realizado entre 47 e 44 a.C. no contexto da Segunda Guerra Civil da República Romana.

## Antecedentes
Em 47 a.C., Júlio César nomeou seu primo e legado Sexto Julio César governador da Síria. Um ano depois, o equestre pompeiano Quinto Cecílio Basso divulgou a notícia falsa de que César havia sido vencido na África, o que levou a uma revolta da aristocracia local e das legiões estacionadas na província. César decidiu seguir para a Hispânia para enfrentar os filhos de Pompeu e enviou reforços para seu primo na Síria.
Basso conseguiu tomar Tiro, mas foi depois vencido e ferido por Sexto em uma batalha campal. Ele conseguiu escapar e passou a subverter as tropas de Sexto, conseguindo que elas se amotinassem e assassinassem o governador no processo no final de 46 a.C..

## Campanha e cerco
Basso estava refugiado na Cilícia e voltou para a Síria depois da morte de Sexto com um exército de escravos, de vassalos dos reis clientes de Roma na região (como Deiótaro, do Reino da Galácia), partos e judeus inimigos de Antípatro, o Idumeu. Ele se para se apoderar da província.
Os reforços de César chegaram à Cilícia e foram recebidos pelo governador Quinto Cornifício. No comando estava o novo governador cesariano da Síria, Caio Antíscio Veto, que foi duramente derrotado depois da intervenção do príncipe Pácoro I da Pártia e do rei árabe Alcaudônio (que já havia se aliado aos partos na campanha parta de Crasso).
No final de 45 a.C., César ordenou uma nova campanha com dois exércitos de três legiões cada um sob as ordens de Lúcio Estaio Murco e Quinto Márcio Crispo reforçados por contingentes judeus enviados por Antípatro. Basso se refugiou em seu quartel general, Apameia, uma cidade fortificada às margens do rio Orontes. Dada a impossibilidade de tomar a cidade de assalto, Murco e Crispo decidiram cercá-la para subjugar Basso pela fome. Segundo Estrabão e Apiano, Basso tinha três legiões; segundo as cartas de Cássio a Cícero, somente uma.

## Final
O cerco se prolongou até a chegada das notícias do assassinato de Júlio César. O assassino de César Caio Cássio Longino chegou com ordens de encerrar a guerra. Basso e Crispo foram anistiados e Murco manteve seu comando e assumiu a frota síria. Basso nunca mais foi mencionado nas fontes e seu destino é desconhecido.